# 孔灵龟
孔灵龟（？—？），孔子二十九代孙，下博亭侯孔扬七世孙，北魏国子博士。孔灵龟之子孔硕是孔颖达的祖父。